# خنفساء الأوراق
خنافس الأوراق أو النضاريات أو عائلة الخنافس السلحفاتية أو خنافس البطاطا الحلوة أو البق الذهبي أو كريزوميليدى (الاسم العلمي: Chrysomelidae) هي فصيلة تحوي أكثر من 35000 نوعًا من الخنافس تنتظم في أكثر من 2500 جنسًا، مما يشكل واحدة من أكبر الأنواع وأكثرها شيوعًا بين جميع فصائل الخنافس. يتم التعرف على العديد من العائلات الفرعية، ولكن من المرجح أن يتغير التصنيف الدقيق والنظاميات مع البحث المستمر.
يمكن التعرف على الخنافس الورقية جزئيًا من خلال صيغتها الرصغية، والتي تبدو أنها 4-4-4، ولكنها في الواقع 5-5-5 حيث أن الجزء الرابع صغير جدًا ومخفي بالجزء الثالث. كما هو الحال مع العديد من الأصناف، لا يوجد حرف واحد يعرف Chrysomelidae. بدلاً من ذلك، يتم تحديد العائلة بمجموعة من الشخصيات. وتتميز بعض السلالات بصعوبة عن الخنافس طويلة القرون (فصيلة Cerambycidae)، أي عن طريق الهوائيات التي لا تنشأ من درنات أمامية.